# Красовский, Иван Иванович
Иван Иванович Красовский (1 (13) октября 1828 — 28 июня (10 июля) 1885, Томск) — российский государственный деятель, томский губернатор. Действительный статский советник (1878).

## Биография
Происходил из дворян Черниговской губернии. Родился 1 (13) октября 1828 года (указываются также 1827 и 1831 годы).
В 1845 году окончил Петровский кадетский корпус в Полтаве, поступил на службу в Дворянский полк. Участвовал в подавлении венгерского восстания (1849), в начале Крымской войны (1853—1856) находился на Дунайском театре военных действий, участник обороны Севастополя (1854—1855), за мужество в боях был награждён золотой саблей с надписью «За храбрость» (1855). Автор воспоминаний о войне.
В 1859 году уволился с военной службы и перешёл на гражданскую, служил в Министерстве народного просвещения. В 1863 году был пожалован придворным званием камер-юнкера. В 1863—1865 годах — инспектор студентов Императорского Московского университета, по отзывам современников пользовался популярностью у студентов.
Вышел в отставку в 1868 году, но в 1871 году поступил на службу в Министерство внутренних дел, находился в распоряжении новороссийского, бессарабского, киевского, подольского и волынского генерал-губернаторов. В мае 1872 года был уволен со службы, в августе того же года вновь поступил на службу. Работал в Москве, управляющий благотворительным Обществом для пособия нуждающимся студентам (1874—1876), 14 сентября 1878 года был назначен московским вице-губернатором. В 1875 году был пожалован придворным званием камергера.
7 апреля 1883 года назначен губернатором Томска. Прибыл в Томск на пароходе 27 июня 1883 года.
Был ценителем театра, помог купцу Е. И. Королёву получить разрешение на строительство здания томского театра, открытие которого состоялось уже после смерти Красовского 19 сентября 1885 года.
Жил в арендованном особняке купца Ненашева в начале Миллионной улицы (ныне — пр. Ленина, 143, не сохранился).
Скончался 28 июня (10 июля) 1885 года от кровоизлияния в мозг. Был похоронен на кладбище томского Богородице-Алексеевского мужского монастыря, но через год, согласно завещанию умершего, перезахоронен в Троице-Сергиевской лавре.
И. И. Красовский не был женат и не имел собственных детей. Жил вместе со своей племянницей Ольгой Федоровной Эйхлер (? — 02.05.1886), которая была похоронена в Томске.